# ألكسندر ماكومب
ألكسندر ماكومب (بالإنجليزية: Alexander Macomb)‏ (3 أبريل 1782 - 25 يونيو 1841) كان القائد العام لجيش الولايات المتحدة من 29 مايو 1828 حتى وفاته في 25 يونيو 1841.

## روابط خارجية
- ألكسندر ماكومب على موقع الموسوعة البريطانية (الإنجليزية)